# 9215 Taiyonoto
A 9215 Taiyonoto (ideiglenes jelöléssel 1995 UB45) a Naprendszer kisbolygóövében található aszteroida. Endate K. és Vatanabe Kazuró fedezte fel 1995. október 28-án.